# St. Felizitas und Leonhard (Felizenzell)

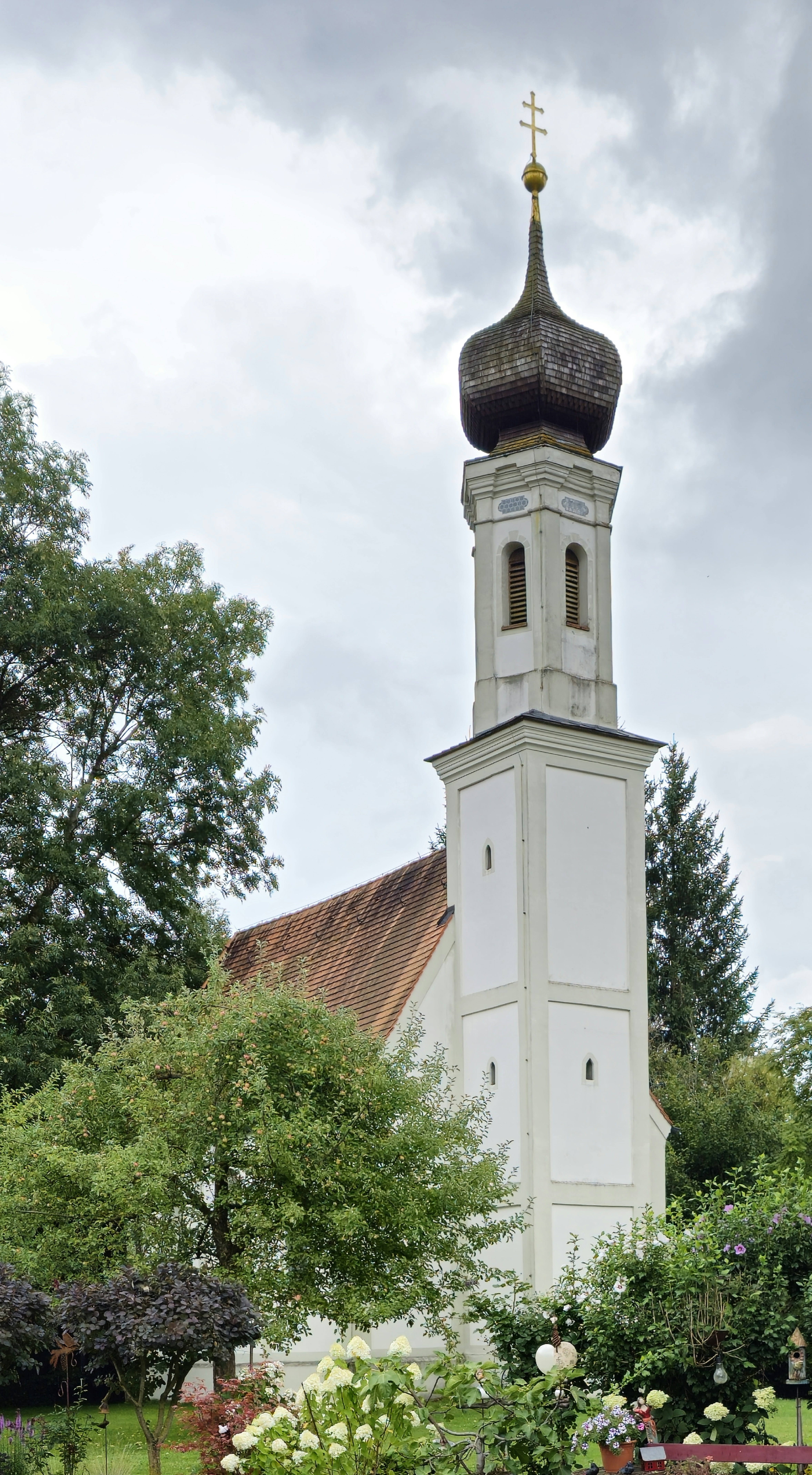
St. Felizitas und Leonhard in Felizenzell

Die römisch-katholische Filialkirche St.  Felizitas und Leonhard steht in Felizenzell, einem Gemeindeteil der Marktgemeinde Buchbach im oberbayerischen Landkreis Mühldorf am Inn. Das Bauwerk ist in der Liste der Baudenkmäler in Buchbach (Oberbayern) als Baudenkmal unter der Nr. D-1-83-114-13 eingetragen. Die Kirche gehört zum Dekanat Mühldorf am Inn im Erzbistum München und Freising.

## Beschreibung
Die barocke Saalkirche wurde 1730 anstelle eines spätmittelalterlichen Vorgängerbaus errichtet. Sie besteht aus dem Langhaus mit drei Jochen, dem eingezogenen, dreiseitig geschlossenen Chor im Osten, der Sakristei an der Südwand des Chors und dem Kirchturm auf quadratischem Grundriss im Westen. Das sechseckige Obergeschoss des Turms mit Pilastern an den Ecken enthält den Glockenstuhl und ist mit einer Zwiebelhaube bedeckt. 
Der Innenraum des Langhauses ist mit einem Tonnengewölbe überspannt. Der Hochaltar wurde 1881 aufgestellt. Die Deckenmalerei wurde erst 1897 ausgeführt. Am Chorbogen befindet sich eine Skulptur des Leonhard von Limoges aus dem 17. Jahrhundert.